# Možná
Možná (v originále Peut-être) je francouzský hraný film z roku 1999, který režíroval Cédric Klapisch. Snímek měl světovou premiéru dne 10. listopadu 1999.

## Děj
Na Silvestra roku 2000, na večírku v domě společného přítele v Paříži, se Arthur a jeho přítelkyně Lucie zavřou v koupelně, aby se milovali. Lucie ho požádá, aby s ní měl dítě. Arthur se ale necítí připraven stát se otcem a kategoricky odmítá.
Po půlnoci, kdy je párty v plném proudu, Arthur v koupelně objeví vchod do sklepa, který se ukáže jako portál času. Ocitne se v roce 2070 ve futuristické Paříži pohřbené v písku, kde se seznámí se staříkem Akem, který o sobě tvrdí, že je jeho syn. Tento sedmdesátiletý stařec se snaží přesvědčit svého otce, aby se vrátil do současnosti a měl s Lucií dítě. Pokud Arthur odmítne, Ako a členové jeho rodiny jeden po druhém zmizí.
Arthur se pak ocitá tváří v tvář tlaku svých potomků, aby pokračoval v jejich existenci.

## Obsazení
| Jean-Paul Belmondo      | Ako                       |
| Romain Duris            | Arthur                    |
| Jean-Pierre Bacri       | otec Philippa a Clotilde  |
| Élisa Servier           | matka Philippa a Clotilde |
| Géraldine Pailhas       | Lucie / Blandine          |
| Julie Depardieu         | Nathalie                  |
| Emmanuelle Devosová     | Juliette                  |
| Liliane Rovère          | Marie-Jeanne              |
| Bass Dhem               | Achille                   |
| Léa Drucker             | Clotilde                  |
| Hélène Fillières        | Rosemonde                 |
| Dominique Frot          | Artémise                  |
| Mathieu Genet           | Ulysse                    |
| Olivier Gourmet         | Jean-Claude               |
| Christophe Reymond      | Bob                       |
| Lise Lamétrie           | Mafalda                   |
| Riton Liebman           | Mathieu                   |
| Renée Le Calm           | sousedka                  |
| Marceline Loridan-Ivens | Madeleine                 |
| Vincent Elbaz           | Philippe                  |
| Cédric Klapisch         | obchodník v budoucnosti   |
| Screamin' Jay Hawkins   | zpěvák                    |
| Olivia Del Rio          | nahá dívka                |
| Zinedine Soualem        | Kader, přítel Clotildy    |
| Lorànt Deutsch          | Prince Fur                |
| Cathy Guetta            | DJ                        |

## Ocenění
- César: nominace v kategorii nejlepší výprava (François Emmanuelli)